# Mårten Gås (sång)
Mårten Gås var en sång och tillika A-sida på en singel utgiven 1968 av Hootenanny Singers. Låten är en svensk version av Henry Clay Works låt "My Grandfather's Clock", med svensk text av Stikkan Anderson.
Låten nådde Svensktoppen, där den under tre veckor februari 1968 placerade sig på femte, femte respektive sjunde plats.

## Källhänvisningar
1. ↑  Svensktoppen 1968. Sverigesradio.se. Läst 24 september 2014.